# Adra (kommun)
Adra är en kommun i Spanien.   Den ligger i provinsen Provincia de Almería och regionen Andalusien, i den södra delen av landet, 400 km söder om huvudstaden Madrid. Antalet invånare är 24 626. Arean är 90 kvadratkilometer. Adra gränsar till Berja, Turón och Albuñol. 
Terrängen i Adra är kuperad norrut, men söderut är den platt.